# Cherubino Dari
Cherubino Dari (Città di Castello, 13 novembre 1836 – Città di Castello, 1º dicembre 1884) è stato un politico italiano.

## Biografia
Figlio di un proprietario terriero compie gli studi nella sua città e partecipa ai moti che portano l'Umbria a entrare a far parte del Regno d'Italia. Da sempre interessato alla vita politica nel 1861 viene eletto consigliere comunale e, successivamente, assessore. Dal 1867 al 1876 è anche consigliere provinciale. Dal 1880 al 1882 è sindaco di Città di Castello, e come tale si impegna in prima persona nel Consorzio per la ferrovia umbro- aretina, del quale assume la presidenza. Deputato dal 1880 al 1886, seppure poco attivo, al termine della seconda legislatura non si ricandida e si ritira a vita privata fino alla scomparsa.